# Saint Louis (flodbåt)

Karta över Canal Latéral de la Garonne.

Saint Louis är en klassisk holländsk flodbåt, benämnd "luxemotor", byggd 1923. Hon konstruerades ursprungligen som bulkfartyg, men byggdes om efter 1994 och används därefter som hotellpråm.
Saint Louis seglar i sydvästra Frankrike, på Canal Latéral de la Garonne och Canal de Montech, mellan Montauban - Agen och Castets-en-Dorthe, samt genom Midi-Pyrénées och Aquitaine.

## Historik
Saint Louis byggdes 1923 av skeppsvarvet Gebroeders Boot i kommunen Alphen aan den Rijn i provinsen Zuid-Holland i Nederländerna, som bulkfartyg. Hon tjänstgjorde på de nederländska insjöarna och kanalerna och fraktade bland annat spannmål och  grus, fram till omkring 1985. Hon byggdes sedan om för att användas som ett försörjningsfartyg i hamnen i Amsterdam, med namnet Lieferant 2 ("leverantör 2"). Ombyggnaden till hotellpråm skedde efter att fartyget sålts 1994.
Saint Louis är uppkallad efter Ludvig IX, Ludvig den helige, (franska Louis IX, Saint Louis).